# 트랜스오셔닉

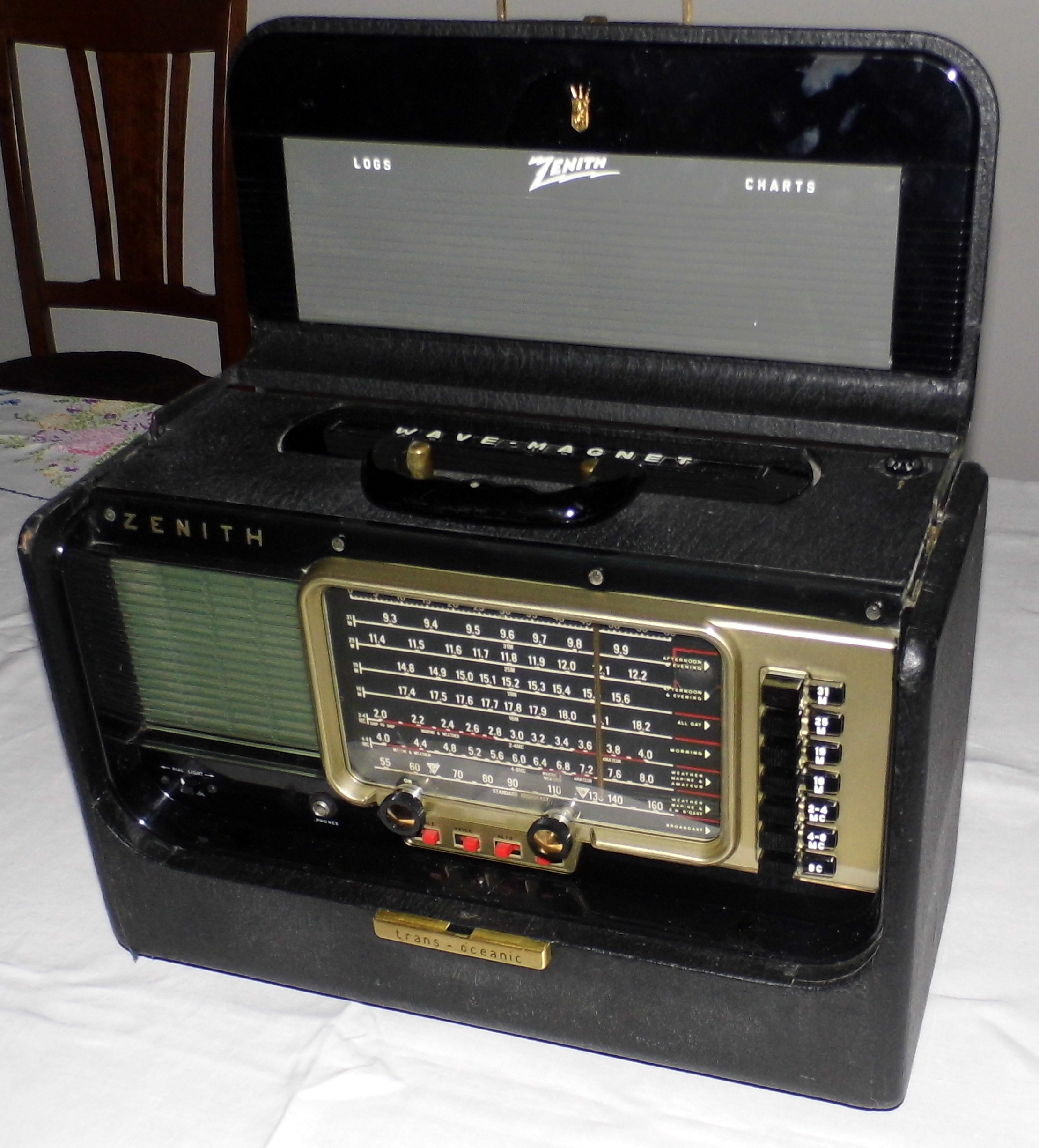

트랜스오셔닉(Trans-Oceanic; T/O)은 1942년에서 1981년 사이 제니스 라디오에서 생산한 휴대용 라디오 수신기 시리즈다. 투박하지만 튼튼한 외형과  단파수신기 성능이 좋은 것으로 명성을 날렸다.
제니스의 창업자 유진 맥도널드는 기술발전의 신봉자로서, 언제나 최신 기술을 가장 실용적으로 적용한 제품을 자사에서 생산해야 회사의 평판을 재고할 수 있다고 여겼다. 그래서 개발한 여러 가지 제니스 라디오 중 가장 대박난 것이 트랜스오셔닉 시리즈였다. 요트선수 출신의 맥도널드는 악천후나 해양에서도 방송을 제공할 수 있는 국제적 단파수신기를 원했고, 그 사항을 회사 소속 공학자들에게 전달하여 1940년 프로토타입이 완성, 생산준비가 완료되었다.
단종된지 오래지만 현재도 트랜스오셔닉은 여전히 수집가들 위주로 인기가 높다.

## 같이 보기
- 수신기
- 단파 청취
- 제니스 일렉트로닉스